# Мейнард, Дон
Доналд Роджерс Мейнард (англ. Donald Rogers Maynard; 25 января 1935, Кросбитон, Техас — 10 января 2022, Руидозо, Нью-Мексико) — профессиональный американский футболист, принимающий. Выступал на профессиональном уровне с 1958 по 1974 год, большую часть карьеры провёл в составе клуба «Нью-Йорк Джетс». Его игровой №13 выведен в команде из обращения. Победитель Супербоула III. Четырёхкратный участник Матча звёзд Американской футбольной лиги. Член Зала славы профессионального футбола.
На студенческом уровне играл за команду Западно-Техасского колледжа. На драфте НФЛ 1957 года был выбран в девятом раунде.

## Биография
Доналд Мейнард родился 25 января 1935 года в Кросбитоне. Его отец занимался продажами хлопкоочистительных машин, поэтому семья часто переезжала с места на место. Он учился в пяти различных школах штатов Техас и Нью-Мексико. После выпуска поступил в университет Райса, после одного семестра перевёлся в Западно-Техасский колледж в Эль-Пасо. В составе команды колледжа Мейнард играл с 1954 по 1956 год. В нападении он выходил на поле на позициях ресивера и хавбека, занеся десять тачдаунов на приёме и девять выносом. С учётом возвратов он суммарно набрал 2283 ярда. В защите Мейнард играл сэйфти, за три сезона сделав десять перехватов. Во время учёбы он также занимался лёгкой атлетикой, выигрывал чемпионат конференции в беге с барьерами.
На драфте НФЛ 1957 года Мейнард был выбран клубом «Нью-Йорк Джайентс» в девятом раунде. В регулярном чемпионате НФЛ он дебютировал в 1958 году. В своём первом сезоне он принял участие в двенадцати матчах, преимущественно выходя на поле как игрок специальных команд. Следующий сезон Мейнард провёл в Канадской футбольной лиге в составе клуба «Гамильтон Тайгер-Кэтс», а в 1960 году он стал первым игроком в истории команды Американской футбольной лиги «Нью-Йорк Тайтенс». По итогам сезона 1960 года Мейнард стал самым результативным принимающим «Тайтенс», набрав 1256 ярдов.
В составе «Тайтенс», в 1963 году сменивших название на «Джетс», он быстро стал звездой АФЛ. В 1965 году в команду пришёл квотербек Джо Неймер, связка которого с Мейнардом стала одной из лучших в лиге. В 1968 году они привели команду к победе в чемпионате АФЛ, а затем сенсационно обыграли в Супербоуле III «Балтимор Колтс». Четыре раза он принимал участие в Матче всех звёзд лиги. Из пятнадцати сезонов своей карьеры Мейнард тринадцать провёл в одной команде, ещё год он играл за «Сент-Луис Кардиналс». Суммарно он сделал 633 приёма на 11 834 ярда и занёс 88 тачдаунов. На момент ухода из НФЛ Мейнард был одним из трёх игроков, делавших не менее 50 приёмов и набиравших не менее 1000 ярдов в пяти разных сезонах, а также стал первым в истории лиги игроком, набравшим 10 000 ярдов на приёме. В 1974 году он выступал в роли играющего тренера клуба Всемирной футбольной лиги «Хьюстон Тексанс».
В 1987 году Мейнард был избран в Зал славы профессионального футбола. В 2004 году его избрали в Зал спортивной славы университета. В 2010 году он был введён в Круг почёта «Нью-Йорк Джетс», его игровой №13 был выведен из обращения.
После окончания карьеры Мейнард жил в Техасе и Нью-Мексико. У него был бизнес, связанный с планированием инвестиций и консалтингом в области финансов. Он был женат, воспитал сына и дочь. В последние годы жизни Мейнард страдал от ряда проблем со здоровьем, в том числе деменции. Он скончался 10 января 2022 года в доме престарелых в Рудиозо в штате Нью-Мексико, ему было 86 лет.